# Pierre-Emile Højbjerg
Pour les articles homonymes, voir Højbjerg.
Pierre-Emile Højbjerg, né le 5 août 1995 à Copenhague, est un footballeur international danois qui évolue au poste de milieu de terrain à l'Olympique de Marseille. Il possède également la nationalité française par sa mère.

## Carrière

### Jeunesse
Né d'un père danois et d'une mère franco-danoise, le jeune Pierre-Emile est un produit de l’académie du FC Copenhague.

### Carrière en club

#### Brøndby IF (2009-2012)
Il rejoint le Brøndby IF en 2009.

#### Bayern Munich (2012-2016)
En 2012, il rejoint le Bayern Munich deux années plus tard.

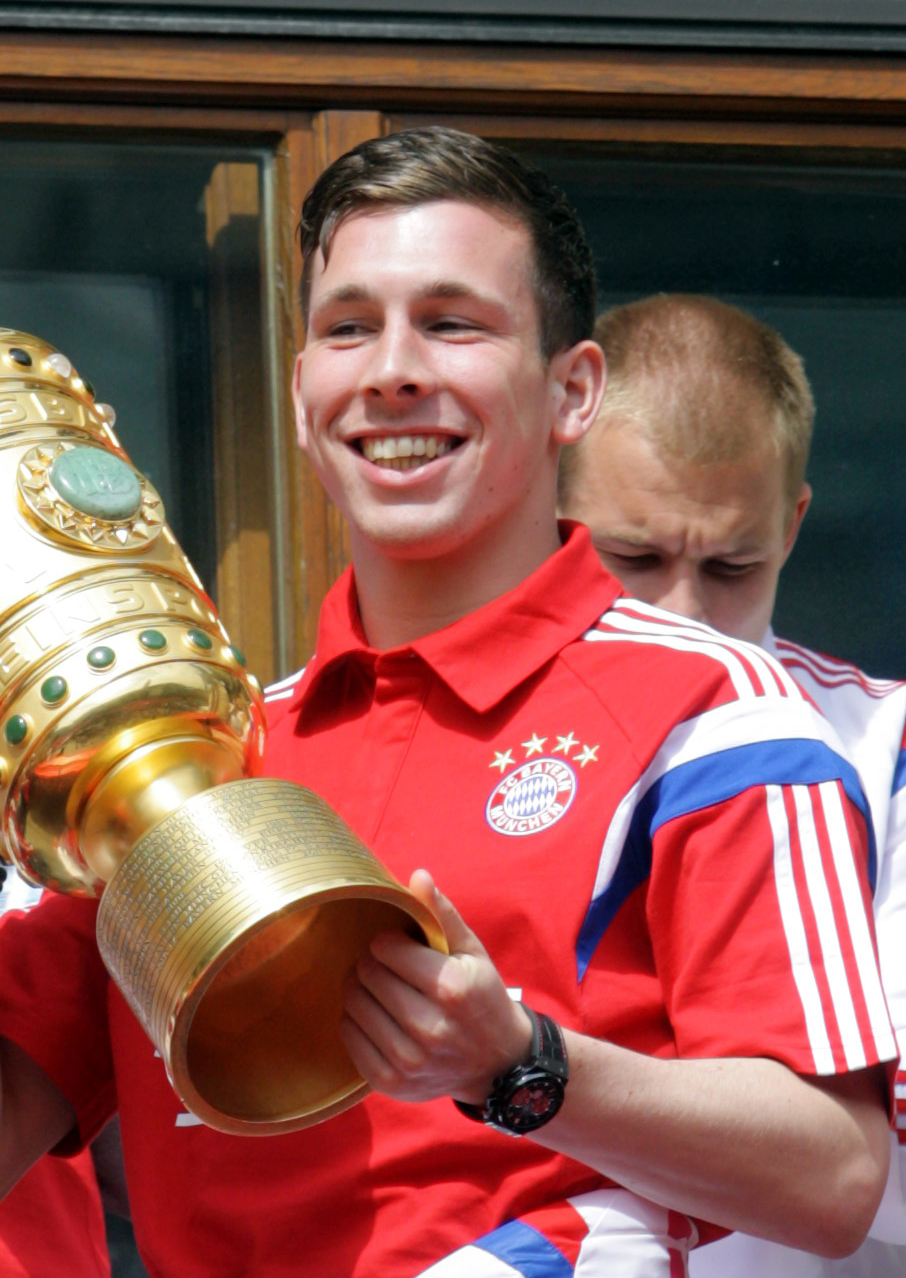
Højbjerg lors de la parade à la suite de la victoire du Bayern en Coupe d'Allemagne en 2014.

Il est alors considéré comme l'un des plus grands espoirs du club bavarois avec Emre Can, Patrick Weihrauch et Mitchell Weiser. Le joueur apparaît pour la première fois sur le banc du Bayern Munich face au Bayer Leverkusen en mars 2013.
Il découvre la Bundesliga en avril 2013 lors d'une victoire (4-0) contre le 1. FC Nuremberg. Entré en jeu à la 71e minute, il devient le plus jeune joueur à disputer un match de Bundesliga avec le Bayern à 17 ans et 251 jours. Il bat de quatre jours le précédent record de précocité, établi par David Alaba (17 ans 255 jours). « C'est incroyable, c'est un rêve. J'ai du mal à croire que c'est vrai. Il faut que je me pince », lance le milieu offensif franco-danois, arrivé au club l’été précédent pour terminer sa formation.
Højbjerg connait sa première titularisation le 5 avril 2014, lors d'une rencontre de championnat face au FC Augsbourg. Les Bavarois sont battus ce jour-là (1-0 score final).

#### Southampton FC (2016-2020)

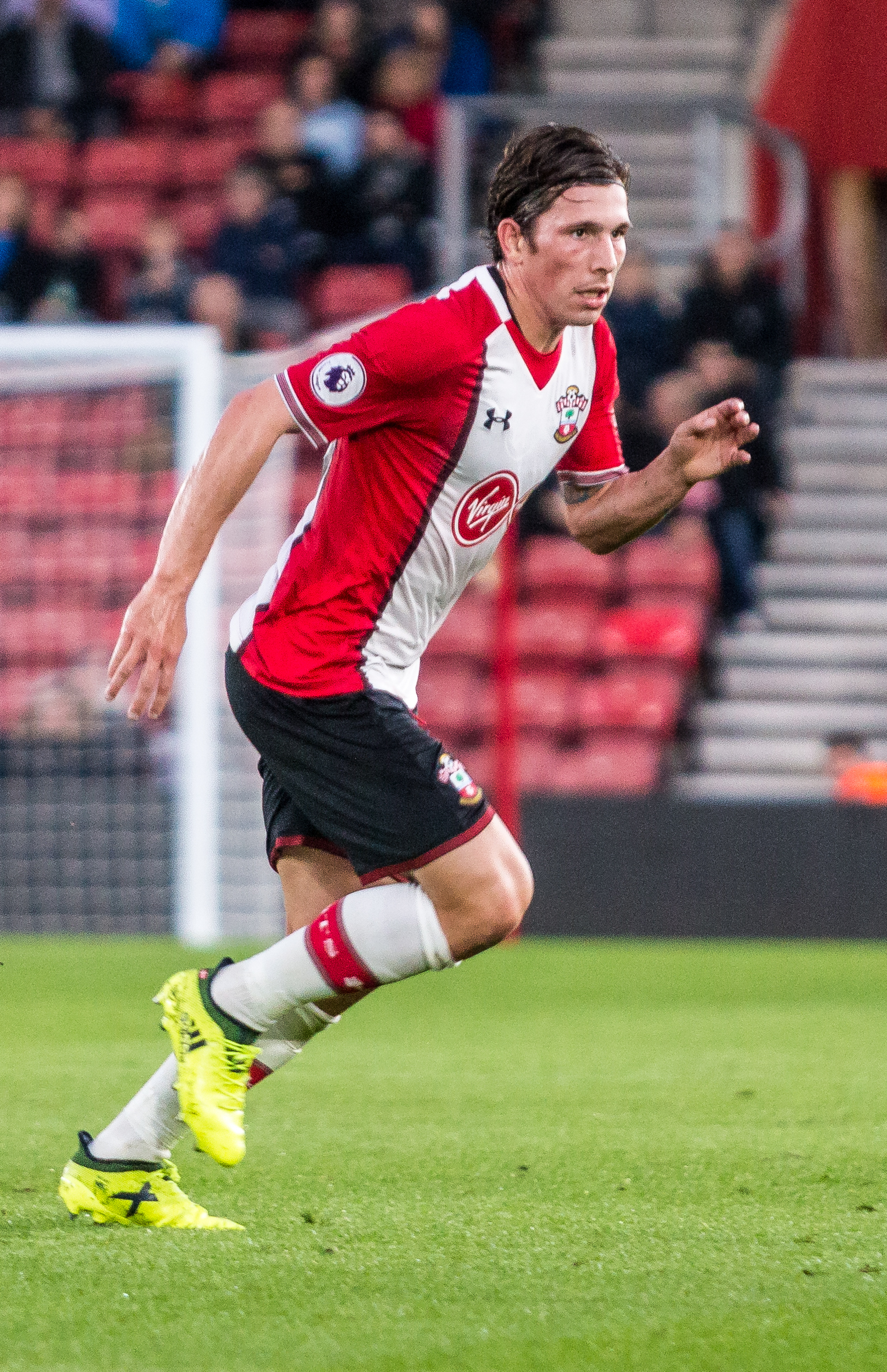
Pierre-Emile Højbjerg avec Southampton en 2017.

Le 11 juillet 2016, il signe un contrat de 5 ans à Southampton FC. Il fait ses débuts pour les Saints le 13 août 2016 lors d'un match nul en Premier League contre Watford, lors de la première journée de la saison 2016-2017 (1-1 score final). Titulaire lors de tous les matchs de League Cup qui mènent Southampton vers la première finale de son histoire dans la compétition, Højbjerg est laissé sur le banc pour le match décisif au Stade de Wembley perdu face à Manchester United (2-3).
Le 18 mars 2018, Pierre-Emile Højbjerg marque son premier but avec Southampton lors d'un match remporté face à Wigan Athletic (2-0). Il devient capitaine de l'équipe à la fin de l'année 2018.

#### Tottenham Hotspur FC (2020-2024)
Le 11 août 2020, il signe un contrat de 5 ans au Tottenham Hotspur Football Club,. Il hérite alors du numéro 5, laissé vacant à la suite du départ de Jan Vertonghen. Le 4 octobre 2020, il participe à la victoire de son équipe contre Manchester United à Old Trafford, et donne à l'occasion sa première passe décisive sous le maillot des Spurs pour Serge Aurier lors d'une victoire historique 6-1. Il réalise également une performance remarquable face à Manchester City, usant de sa puissance pour tacler, intercepter et relancer proprement, contribuant ainsi grandement à la victoire des siens face aux Citizens (2-0). Højbjerg confirme en réalisant une superbe performance lors du choc face à Chelsea à Stamford Bridge, et est élu homme du match lors du North London derby face à Arsenal qui permet à Tottenham de rester sur le trône de la Premier League. Il marque son premier but avec Tottenham lors d'une défaite contre Liverpool en janvier 2021, d'une puissante frappe hors surface (1-3). À la fin de la saison, malgré un mauvais exercice collectif, Højbjerg est l'une des rares satisfactions de l'effectif des Spurs, ayant joué l'intégralité des 38 rencontres du championnat anglais et se hissant à la deuxième place du classement des joueurs ayant effectué le plus de passes sur la saison (avec 2765 passes réussies au total), derrière Rodri de Manchester City.
Au début de la saison 2021-2022, Pierre-Emile Højbjerg marque son premier but européen en carrière face au Stade rennais (2-2), comptant pour un match de poule de la Ligue Europa Conférence. En décembre 2021, son forfait contre Liverpool (2-2) met fin à une série de 52 matchs de championnat consécutifs disputés avec Tottenham.
La saison suivante, il commence fort sa saison en étant buteur lors du derby londonien opposant Tottenham à Chelsea (2-2), puis contre Fulham (2-1). Pour son premier match de Ligue des champions sous les couleurs londoniennes, il est passeur décisif pour Richarlison contre Marseille (2-0).

#### Olympique de Marseille (2024-)
Le 22 juillet 2024, il rejoint l'Olympique de Marseille sous forme de prêt avec option d'achat. Dès son arrivée, l'entraîneur Roberto De Zerbi fait du Danois son vice-capitaine derrière Leonardo Balerdi et il est amené à porter le brassard de capitaine à plusieurs reprises en l'absence du défenseur argentin. Le 20 octobre 2024, Højbjerg, auteur d'un début de saison réussi et associé au milieu de terrain à Adrien Rabiot, inscrit son premier but sous les couleurs phocéennes lors d'un match de Ligue 1 remporté 5-0 par l'Olympique de Marseille à l'extérieur contre le Montpellier Hérault SC.
En mars 2025, une blessure au mollet gauche le contraint à plusieurs semaines d'absence, lui faisant notamment manquer le match de championnat contre le Paris Saint-Germain.

### Carrière internationale
Il représente les moins de 19 ans de 2012 à 2013 et se fait notamment remarquer le 30 mai 2013 contre l'Allemagne en marquant deux buts et délivrant une passe décisive, participant ainsi à la victoire de son équipe par quatre buts à un.
Pierre-Emile Højbjerg participe au championnat d'Europe espoirs 2015 organisé en Tchéquie. Le Danemark atteint les demi-finales de la compétition, en étant éliminé par le futur vainqueur, la Suède.
Il honore sa première sélection en faveur de l'équipe du Danemark le 28 mai 2014 contre la Suède. Le 7 septembre 2014, il inscrit son premier but en équipe nationale, lors d'un match contre l'Arménie.
Alors qu'il n'a plus été appelé en sélection depuis fin 2016, Højbjerg est retenu en mai 2018 par le sélectionneur du Danemark, Åge Hareide, dans une liste élargie de 35 joueurs pour participer à la coupe du monde 2018 mais il ne figure finalement pas parmi les 23 qui disputent le mondial en Russie. Il doit attendre le 16 octobre 2018 pour avoir à nouveau sa chance en sélection, lors d'un match amical face à l'Autriche où il est titularisé et où son équipe s'impose (2-0).
En mai 2021, il est convoqué par Kasper Hjulmand, le sélectionneur de l'équipe nationale du Danemark, dans la liste des 26 joueurs danois retenus participer à l'Euro 2020,. Il se fait remarquer durant ce tournoi en délivrant trois passes décisives, ce qui en fait le deuxième meilleur total de cet Euro, derrière le Suisse Steven Zuber et ses prestations lui valent d'être nommé dans l'équipe-type de la compétition.
Le 7 novembre 2022, il est sélectionné par Kasper Hjulmand pour participer à la Coupe du monde 2022.
Le 30 mai 2024, Højbjerg figure dans la liste des 26 joueurs danois retenus par Kasper Hjulmand pour participer à l'Euro 2024,. Figurant parmi les meilleurs joueurs danois de la compétition, il participe aux quatre rencontres disputées par sa sélection qui est éliminée en huitièmes de finale par l'Allemagne. Il est un des vice-capitaines de la sélection danoise.

## Statistiques

### En club
| Saison                | Club                          | Championnat           | Championnat | Championnat | Championnat | Coupe nationale | Coupe nationale | Coupe nationale | Coupe de la Ligue | Coupe de la Ligue | Coupe de la Ligue | Supercoupe | Supercoupe | Supercoupe | Compétition(s) continentale(s) | Compétition(s) continentale(s) | Compétition(s) continentale(s) | Compétition(s) continentale(s) | Total | Total | Total |
| Saison                | Club                          | Division              | M.          | B.          | P.d.        | M.              | B.              | P.d.            | M.                | B.                | P.d.              | M.         | B.         | P.d.       | Comp.                          | M.                             | B.                             | P.d.                           | M.    | B.    | P.d.  |
| 2012-2013             | Bayern Munich                 | Bundesliga            | 2           | 0           | 0           | -               | -               | -               | -                 | -                 | -                 | -          | -          | -          | C1                             | -                              | -                              | -                              | 2     | 0     | 0     |
| 2013-2014             | Bayern Munich                 | Bundesliga            | 7           | 0           | 1           | 2               | 0               | 0               | -                 | -                 | -                 | -          | -          | -          | C1                             | 0                              | 0                              | 0                              | 9     | 0     | 1     |
| 2014-2015             | Bayern Munich                 | Bundesliga            | 8           | 0           | 0           | 1               | 0               | 0               | -                 | -                 | -                 | 1          | 0          | 0          | C1                             | 3                              | 0                              | 0                              | 13    | 0     | 0     |
| 2015-2016             | Bayern Munich                 | Bundesliga            | 0           | 0           | 0           | 1               | 0               | 0               | -                 | -                 | -                 | -          | -          | -          | C1                             | -                              | -                              | -                              | 1     | 0     | 0     |
| Sous-total            | Sous-total                    | Sous-total            | 17          | 0           | 1           | 4               | 0               | 0               | -                 | -                 | -                 | 1          | 0          | 0          | -                              | 3                              | 0                              | 0                              | 25    | 0     | 1     |
| 2014-2015             | FC Augsbourg (prêt)           | Bundesliga            | 16          | 2           | 3           | -               | -               | -               | -                 | -                 | -                 | -          | -          | -          | -                              | -                              | -                              | -                              | 16    | 2     | 3     |
| 2015-2016             | Schalke 04 (prêt)             | Bundesliga            | 23          | 0           | 1           | 1               | 0               | 0               | -                 | -                 | -                 | -          | -          | -          | C3                             | 6                              | 0                              | 0                              | 30    | 0     | 1     |
| 2016-2017             | Southampton FC                | Premier League        | 22          | 0           | 0           | 2               | 0               | 1               | 5                 | 0                 | 0                 | -          | -          | -          | C3                             | 6                              | 0                              | 0                              | 35    | 0     | 1     |
| 2017-2018             | Southampton FC                | Premier League        | 23          | 0           | 0           | 5               | 1               | 0               | -                 | -                 | -                 | -          | -          | -          | -                              | -                              | -                              | -                              | 28    | 1     | 0     |
| 2018-2019             | Southampton FC                | Premier League        | 31          | 4           | 3           | -               | -               | -               | 2                 | 0                 | 0                 | -          | -          | -          | -                              | -                              | -                              | -                              | 33    | 4     | 3     |
| 2019-2020             | Southampton FC                | Premier League        | 33          | 0           | 1           | 2               | 0               | 0               | 3                 | 0                 | 0                 | -          | -          | -          | -                              | -                              | -                              | -                              | 38    | 0     | 1     |
| Sous-total            | Sous-total                    | Sous-total            | 109         | 4           | 4           | 9               | 1               | 1               | 10                | 0                 | 0                 | -          | -          | -          | -                              | 6                              | 0                              | 0                              | 134   | 5     | 5     |
| 2020-2021             | Tottenham Hotspur             | Premier League        | 38          | 2           | 4           | 2               | 0               | 1               | 4                 | 0                 | 0                 | -          | -          | -          | C3                             | 9                              | 0                              | 0                              | 53    | 2     | 5     |
| 2021-2022             | Tottenham Hotspur             | Premier League        | 36          | 2           | 2           | 2               | 0               | 1               | 5                 | 0                 | 1                 | -          | -          | -          | C4                             | 5                              | 1                              | 0                              | 48    | 3     | 4     |
| 2022-2023             | Tottenham Hotspur             | Premier League        | 35          | 4           | 5           | 1               | 0               | 0               | 1                 | 0                 | 0                 | -          | -          | -          | C1                             | 7                              | 1                              | 2                              | 44    | 5     | 7     |
| 2023-2024             | Tottenham Hotspur             | Premier League        | 36          | 0           | 0           | 2               | 0               | 0               | 1                 | 0                 | 0                 | -          | -          | -          | -                              | -                              | -                              | -                              | 39    | 0     | 0     |
| Sous-total            | Sous-total                    | Sous-total            | 145         | 8           | 11          | 7               | 0               | 2               | 11                | 0                 | 1                 | -          | -          | -          | -                              | 21                             | 2                              | 2                              | 184   | 10    | 16    |
| 2024-2025             | Olympique de Marseille (prêt) | Ligue 1               | 30          | 2           | 4           | 2               | 1               | 0               | -                 | -                 | -                 | -          | -          | -          | -                              | -                              | -                              | -                              | 32    | 3     | 4     |
| 2025-2026             | Olympique de Marseille        | Ligue 1               | 1           | 0           | 0           | -               | -               | -               | -                 | -                 | -                 | -          | -          | -          | C1                             | -                              | -                              | -                              | 1     | 0     | 0     |
| Sous-total            | Sous-total                    | Sous-total            | 31          | 2           | 4           | 2               | 1               | 0               | -                 | -                 | -                 | -          | -          | -          | -                              | -                              | -                              | -                              | 33    | 3     | 4     |
| Total sur la carrière | Total sur la carrière         | Total sur la carrière | 341         | 16          | 24          | 23              | 2               | 3               | 21                | 0                 | 1                 | 1          | 0          | 0          | -                              | 36                             | 2                              | 2                              | 422   | 20    | 30    |

### En sélection nationale
| Saison                | Sélection             | Phases finales        | Phases finales | Phases finales | Phases finales | Éliminatoires CDM | Éliminatoires CDM | Éliminatoires CDM | Éliminatoires EURO | Éliminatoires EURO | Éliminatoires EURO | Ligue Nations UEFA | Ligue Nations UEFA | Ligue Nations UEFA | Matchs amicaux | Matchs amicaux | Matchs amicaux | Total | Total | Total |
| Saison                | Sélection             | Compétition           | M              | B              | Pd             | M                 | B                 | Pd                | M                  | B                  | Pd                 | M                  | B                  | Pd                 | M              | B              | Pd             | M     | B     | Pd    |
| --------------------- | --------------------- | --------------------- | -------------- | -------------- | -------------- | ----------------- | ----------------- | ----------------- | ------------------ | ------------------ | ------------------ | ------------------ | ------------------ | ------------------ | -------------- | -------------- | -------------- | ----- | ----- | ----- |
| 2013-2014             | Danemark              | -                     | -              | -              | -              | -                 | -                 | -                 | -                  | -                  | -                  | -                  | -                  | -                  | 1              | 0              | 0              | 1     | 0     | 0     |
| 2014-2015             | Danemark              | -                     | -              | -              | -              | -                 | -                 | -                 | 4                  | 1                  | 0                  | -                  | -                  | -                  | 2              | 0              | 0              | 6     | 1     | 0     |
| 2015-2016             | Danemark              | -                     | -              | -              | -              | -                 | -                 | -                 | 5                  | 0                  | 0                  | -                  | -                  | -                  | 5              | 0              | 0              | 10    | 0     | 0     |
| 2016-2017             | Danemark              | -                     | -              | -              | -              | 3                 | 0                 | 0                 | -                  | -                  | -                  | -                  | -                  | -                  | 1              | 0              | 0              | 4     | 0     | 0     |
| 2018-2019             | Danemark              | -                     | -              | -              | -              | -                 | -                 | -                 | 3                  | 1                  | 0                  | 1                  | 0                  | 0                  | 2              | 1              | 0              | 6     | 2     | 0     |
| 2019-2020             | Danemark              | -                     | -              | -              | -              | -                 | -                 | -                 | 5                  | 0                  | 0                  | -                  | -                  | -                  | 1              | 0              | 0              | 6     | 0     | 0     |
| 2020-2021             | Danemark              | Euro 2020             | 6              | 0              | 3              | 2                 | 1                 | 1                 | -                  | -                  | -                  | 5                  | 0                  | 1                  | 1              | 0              | 0              | 14    | 1     | 5     |
| 2021-2022             | Danemark              | -                     | -              | -              | -              | 5                 | 0                 | 1                 | -                  | -                  | -                  | 4                  | 1                  | 1                  | 2              | 0              | 1              | 11    | 1     | 3     |
| 2022-2023             | Danemark              | Coupe du monde 2022   | 3              | 0              | 0              | -                 | -                 | -                 | 4                  | 0                  | 1                  | 2                  | 0                  | 0                  | -              | -              | -              | 9     | 0     | 1     |
| 2023-2024             | Danemark              | Euro 2024             | 4              | 0              | 0              | -                 | -                 | -                 | 6                  | 2                  | 0                  | -                  | -                  | -                  | 4              | 3              | 0              | 14    | 5     | 0     |
| 2024-2025             | Danemark              | -                     | -              | -              | -              | -                 | -                 | -                 | -                  | -                  | -                  | 5                  | 1                  | 1                  | 2              | 0              | 1              | 7     | 1     | 2     |
| Total sur la carrière | Total sur la carrière | Total sur la carrière | 13             | 0              | 3              | 10                | 1                 | 2                 | 27                 | 4                  | 1                  | 17                 | 2                  | 3                  | 21             | 4              | 2              | 88    | 11    | 11    |

## Palmarès

### En club
| Bayern Munich (5) | Southampton FC                            | Tottenham Hotspur FC                      | Olympique de Marseille                            |
| --- | ----------------------------------------- | ----------------------------------------- | ------------------------------------------------- |
| - Champion d'Allemagne (3) : - Champion : 2013, 2014 et 2015. - Coupe d'Allemagne (1) : - Vainqueur : 2014. - Coupe du monde des Clubs (1) : - Vainqueur : 2013. - Supercoupe d'Allemagne : - Finaliste : 2014. | - Coupe de la Ligue : - Finaliste : 2017. | - Coupe de la Ligue : - Finaliste : 2021. | - Championnat de France : - Vice-champion : 2025. |

### Distinctions individuelles
- Élu joueur danois des moins de 17 ans de l'année 2011.
- Membre de l’équipe type de l’Euro 2020